# Muraltia concava
Muraltia concava är en jungfrulinsväxtart som beskrevs av Margaret Rutherford Bryan Levyns. Muraltia concava ingår i släktet Muraltia och familjen jungfrulinsväxter. Inga underarter finns listade i Catalogue of Life.